# 川田孝好
川田 孝好（かわだ たかよし、1956年10月15日 - ）は、佐賀県競馬組合に所属する調教師および元騎手。佐賀県出身。祖父の川田若弥と父の川田利美は元調教師。息子の川田将雅は日本中央競馬会 (JRA) 所属の騎手である。

## 来歴
1970年ごろ、14歳のときに大井競馬場の中野要厩舎に所属し、1973年に騎手免許を取得して騎手デビューし、翌1974年には佐賀県競馬組合に移籍した。佐賀競馬時代の勝負服(騎手服)は「白、緑一本輪、緑袖」であり、「メジロ商事」の勝負服と同柄であった。はじめは大井時代の勝負服をそのまま用いるつもりだったが、当時佐賀競馬によく似た配色の騎手が在籍していたため、初勝利を挙げた「メジロ」の服色を新たな勝負服として選んだ。
1993年、調教師免許を取得したことにより騎手を引退し、その後佐賀競馬場で厩舎を開業した。管理馬の初出走は同年4月17日で、管理馬の初勝利は同年5月29日だった。
2003年、中央競馬への初出走となった7月27日に小倉競馬場で行われた3歳以上500万下競走では、ラッキーブローが17番人気で12着だった。
2007年8月25日佐賀競馬第7競走で地方競馬通算600勝を達成した。

## 主な管理馬
- インターハイクラス（2005年 九州王冠）
- ヤマノブリザード（2006年 九州大賞典）
- ワンパクメロ（2007年 九州大賞典、中島記念）
- ギオンパワー（2007年 ロータスクラウン賞）
- グレイトパール（2019年九州大賞典、佐賀スプリングカップ、東海菊花賞、2020年九州大賞典、2021年九州大賞典、2021年中島記念、2022年九州大賞典）

## エピソード
- 息子の将雅とは同じ誕生日で、ともに10月15日である。
- 将雅は日本中央競馬会所属のため、自身の管理馬に将雅を起用できる機会は少ないが、2006年9月2日に小倉競馬場で行われた青島特別（500万下）で初めて中央競馬において将雅が孝好の管理馬に騎乗することが実現した。将雅が騎乗したワンパクメロ[3]は13番人気だったが4着に入った。

## 厩舎関連人物
- 倉富隆一郎（所属騎手）
- 河津徳幸（元所属騎手、現調教師）